# Carlos Meyer Baldó
Carlos Otto Meyer Baldó (Maracaibo, Venezuela, 21 de abril de 1895 - Maracay, Venezuela, 27 de noviembre de 1933) fue un destacado aviador venezolano, as de caza durante la Primera Guerra Mundial y uno de los fundadores de la Fuerza Aérea Venezolana.

## Biografía
Hijo de Johannes Ludwig Karl Meyer Groeve, comerciante de café nacido en Lesum (cerca de Bremen, Alemania), quien llegó a Maracaibo a trabajar inicialmente para H.L. Boulton Jr. & Cía y posteriormente para Steinvorh & Cía, y de María Amelia Baldó Jara, nacida en Cúcuta, Colombia (pero cuya familia era originaria del estado Táchira Venezuela) el 24 de abril de 1867, su familia se estableció en Maracaibo en 1875 y residían en un hato en El Milagro. Contrajeron nupcias el 7 de agosto de 1888. Fue presentado con el nombre de Karl Otto y bautizado en la Iglesia Santa Lucía el 24 de abril de 1896. Era el quinto de nueve hermanos: Amelia Sofía, Enriqueta, María Luisa Trinidad e Inés Sofía, posteriormente nacerían Elsa, Sofía, Ana Teresa y Enrique. A pesar de que el negocio de Johannes, (la comercialización de café) se realizaba en Maracaibo, era en Caracas donde se cerraban los trámites de exportación. Lo que motivo a la familia Meyer Baldó a mudarse allá en 1899. El contrato del padre de Carlos, Johannes Meyer con la Steinvorh & Cía venció en 1910, pero ya en 1908 decidió, junto con su familia, migrar a Alemania. Se establecen en Hamburgo. Johannes realiza algunos viajes sin acompañantes, a Venezuela hasta 1910. Se retira del negocio y adquiere una propiedad en su país. Carlos era un adolescente de 15 años y entre sus gustos figuraban la natación y la fotografía.

## Primera Guerra Mundial

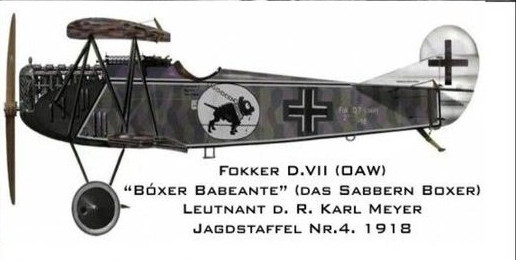
El biplano "Bóxer Babeante" de Carlos Meyer Baldó

En 1914 Carlos ya había culminado su educación. Alemania entra en la llamada Gran Guerra el 28 de julio, decide presentarse como cabo (Gefreiter) voluntario en el ejército alemán al comenzar el conflicto, Meyer va a la escuela de caballería de Wandbeck, de donde es rechazado por su origen latino. Luego, junto con su padre, demostró ser también alemán. Es destacado al 3.º Escuadrón (3. Eskadron) del Regimiento de Caballería Dragones Nr.9 (Dragoner Regiment König Karl I von Rumänien Nr.9), y transferido al frente oriental contra los rusos en noviembre de 1914  donde permaneció hasta el 18 de febrero de 1916, cuando su Regimiento fue transferido a Silesia (parte de la actual Polonia). En este tiempo Meyer ascendió a Teniente de Reserva, y le fue conferida la Cruz Hanseática por valor demostrado en combate.
En estos meses, los alemanes poco a poco eliminaron o reasignaron los regimientos de caballería que se hicieron obsoletos con el inicio de la guerra de trincheras y el uso masivo de las ametralladoras. No fue sino hasta mediados de 1916 cuando Meyer es seducido por las aeronaves militares. Enseguida solicita entrar en la escuela de aviación del Ejército alemán. En 1916, Baldó presenta su admisión al Luftstreitkräfte, donde es incorporado tras completar su entrenamiento. La aviación militar de combate no existía, (solo la de observación).
Fue así como Meyer comenzó a hacerse un historial de valentía en servicio de la Fuerza Aérea Alemana en aparatos de madera que no superaban los 100 kilómetros por hora. Se comenzaron a usar con fines de reconocimiento y luego con ametralladoras. Tras los combates de esos primeros meses, nombres como los del alemán Oswald Böelcke, se convirtieron en leyenda. Un ejemplo a seguir para Meyer.
El entrenamiento de Meyer culminó en enero de 1917. Fue enviado al escuadrón de reconocimiento de artillería Flieger Abteilung 201 en donde inició misiones de reconocimiento en el frente occidental. Este servicio le valió una mención especial del comandante de la 15.ª división de infantería y la Cruz de Hierro de segunda clase. Hacia fines de junio de 1917, el Capitán (Rittmeister) Manfred von Richthofen (El Barón Rojo), Comandante (Geschwaderführer) del Escuadrón de Caza N.º 1 (JG1, Jagdgeschwader Nr.I), que había sido creada apenas el 26 de junio, buscaba pilotos para su Escuadrón de Caza Nr. 11 (Jasta 11, Jagdstaffel Nr.11). Meyer es asignado el 1 de julio y se incorpora el día 14 al Escuadrón de Elegidos del Jasta 11, el cual estaba al mando desde el día 11 del Capitán Wilhelm Reinhardt, este escuadrón en donde estuvo asignado Meyer culminó la guerra con 350 derribos, fue el más exitoso de la Luftstreitkräfte. Ya en diciembre de ese mismo año, Meyer partió a otro escuadrón, el Jasta 4, escuadrón conocido como “el escuadrón negro”, (por una banda negra en espiral que estaba pintada en el fuselaje). Allí Meyer continúa con sus labores de patrullaje de prueba de nuevos prototipos. Este escuadrón formaba junto con el 11, el 10 y el 6 la unidad de aviación "El Circo Volante de Richthofen", el JG1. Meyer se estaba codeando con los mejores pilotos militares del mundo, entre ellos los hermanos Richthofen, Ernst Udet y Hermann Göering.

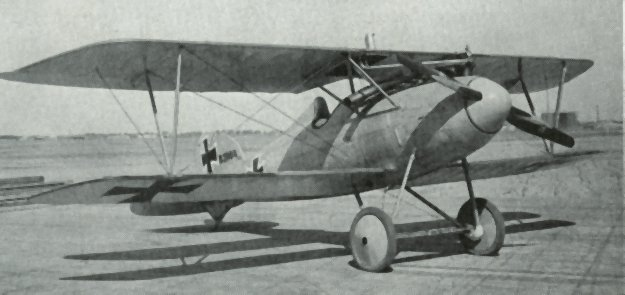
Baldó pilotó un Albatros D.V durante los últimos años de la Gran Guerra

El 31 de julio de 1917 Meyer Baldó a sus 22 años consigue su primer derribo mientras patrullaba el cielo sobre Flandern, (Bélgica) durante la Tercera Batalla de Ypres. Al mando de su Albatros D.V derriba al biplano inglés RE.8 del Teniente A. J. Longton y el artillero Thomas Carson de la Real Fuerza Aérea británica. Por su primer derribo se le confirió la copa de honor al vencedor de los combates aéreos. El 14 de agosto obtendría una nueva victoria cerca de Ypres.
Su compañero von Richthofen fue derribado en abril de 1918 a los 25 años, lo que dejó marcado a todos los pilotos alemanes. Pero Meyer se repuso y ya el 28 de junio de 1918 alcanzó su segunda victoria confirmada, fue el 28 de junio de 1918 en la zona conocida como Corcy, derriba al SPAD S.XIII del As francés René Montrion (de 11 victorias) del Servicio de Aire Francés. Meyer hizo del Jasta 4 su escuadrón más exitoso: su tercer derribo ocurrió el 15 de julio ante un avión SPAD S.XIII. francés. La cuarta victoria sería tres días después, el 18 de julio durante el inicio de la Segunda Batalla del Marne. Victoria que lo convirtió oficialmente en un as de caza tras haber derribado un Sopwith Camel a las 09:30, luego de la cual se retiró de la zona por el fuego antiaéreo al que se vio sometido. Contando un derribo compartido, Meyer Baldó consiguió un récord de 7 derribos durante la guerra (cuatro derribos confirmados y tres no confirmados). Actualmente se busca reconocer un quinto derribo que está en el diario de guerra del “Circo Volante”.)
El 19 de septiembre de 1918 es enviado como instructor (Fluglehrer) a la Escuela de Escuadrones de Caza Nr. II (JSII, Jagdstaffelschule Nr. II), En Nivelles, (Bélgica). En esta unidad, se preparaban los pilotos destinados a los Jastas. Utilizaban aviones como el Fokker D.VI, Pfalz D.III , Fokker Dr.I.
Allí estuvo desempeñándose hasta que días antes de finalizar el conflicto mundial, es enviado a Alemania, a donde se trasladó con su avión de caza, destinado a realizar labores de defensa y de vigilancia en tierra en Hamburgo, ciudad que se encontraba agitada por la llamada revolución espartaquista que acaeció del 5 al 9 de noviembre de 1918. El 11 de noviembre de 1918, Alemania firma el armisticio de Rethondes lo que decreta la victoria de los aliados en el conflicto que se extendió por 4 años y que dejó casi 10 millones de combatientes muertos.
Meyer Baldó uso para su insignia personal el dibujo de un perro babeante en señal desafiante a sus enemigos, el cual estampó en su avión Fokker DV.II, conocido como el "Bóxer Babeante".
Carlos retornó a su hogar en Wandsbeck y tomó las riendas del negocio cafetalero, pero la situación económica no era favorable. Su padre Johannes, ya con 60 años, estaba bastante enfermo y murió en diciembre de 1921.

## Regreso a Venezuela
En 1926 Meyer decide regresar a Venezuela. Sin embargo, el país ya no dependía del café sino de una materia prima más codiciada: el petróleo. Se estableció junto con la familia de su madre y estuvo a cargo de varios negocios. Venezuela era gobernada por el dictador Juan Vicente Gómez. Su hijo, Florencio Gómez Núñez, fue uno de los forjadores, en 1920, del cuerpo aéreo del Ejército venezolano. Fue cuestión de tiempo para que ambos, Meyer y Florencio Gómez se conocieran.

## Ingreso a la Aviación Venezolana
En 1931 decidió ingresar a la Aviación Militar Venezolana, influenciado por la llegada de la Misión Alemana (1931-1933), que estaba en el país asesorando la reestructuración de este cuerpo aéreo, además de varios acontecimientos de trascendencia aeronáutica que sucedieron para ese entonces, por ejemplo, cuando Charles Lindbergh cruzó el océano Atlántico en 1927 sin escalas a bordo del “El Espíritu de San Luis”, y por el primordial deseo de volver a volar. Para ello contactó a su amigo Florencio Gómez Núñez, quien intercedió por él ante el presidente Juan Vicente Gómez. El dictador Gómez conoció la petición y la aprobó para su ingreso al cuerpo aéreo nacional. Meyer tenía 14 años sin volar y a Gómez le pareció mejor enviarlo a Nueva York para actualizar conocimientos y observar el progreso de la aviación militar norteamericana en campos aéreos como Mitchell Field, Roosevelt Field, y Wright Field entre otros. A finales de ese mismo año volvió y presentó un informe titulado “Viaje de estudios” y pudo ingresar. Es designado como subinspector e instructor, además se le reconoció el rango militar de teniente alcanzado en Alemania. Los Gómez preferían contar con Meyer como ejemplo para los aviadores venezolanos y que no volara ya a sus 37 años.

## Accidente y muerte
Carlos convenció a los Gómez para volar aviones no militares. Su último vuelo ocurrió el 27 de noviembre de 1933 sobre los cielos de Maracay a bordo de un biplano Stearman C-3B y acompañado por el mecánico Héctor Arias, nacido en 1912 en Puerto Cabello, quien había ingresado a la aviación el 15 de junio de 1932. Meyer efectuó varias maniobras, el aparato no soportó las piruetas del venezolano y se deformó el plano superior derecho de la aeronave y se rompió una de sus alas. La aeronave entró en barrena y cayó en espiral. Murió trágicamente al caer ésta a tierra donde actualmente se encuentra la Avenida Las Delicias de Maracay, Estado Aragua. Meyer tenía 38 años y no dejó hijos.
La noticia de su muerte llegó hasta el Gobierno alemán del canciller Adolfo Hitler. El ministro de la aviación alemana, Hermann Göering del partido Nazi, quien fue su “Kamerad” y último comandante en el “Circo Volante”, delegó una comisión a Venezuela presidida por el Barón Wilhem von Birtner.
Los restos de Meyer descansan en el Cementerio General del Sur en la ciudad de Caracas. Una calle de Caracas y el Teatro de la Base Aérea Rafael Urdaneta, en Maracaibo, llevan su nombre. Un busto en su honor fue develado en el Museo Aeronáutico de Maracay.